# Tulstrup (Sall Sogn)
 For alternative betydninger, se Tulstrup. (Se også artikler, som begynder med Tulstrup)
Tulstrup er en bebyggelse i den sydlige del af Sall Sogn i Favrskov Kommune i Region Midtjylland. Granslev Å udspringer ved Tulstrup.

## Historie

### Tulstrup Hovedgård
På stedet lå tidligere en hovedgård ved navn Tulstrup. Denne gård tilhørte slægten Udsøn:
- Ebbe Henriksen Udsøn (1433)
- Simon Ebbesen Udsøn
- Laurids Simonsen Udsøn (1532 og 1546)
- Ebbe Lauridsen (1561)
- Laurids Ebbesen (1594)

Sidstnævnte døde i 1646 som slægtens sidste mand, men havde i 1625 skødet Tulstrup til sin fætters datter Maren Kruse, Erik Krabbes. 1629 blev gården overtaget af rigsråd hr. Oluf Parsberg, som døde 1661. Derefter blev Tulstrup overtaget af greve Mogens Friis, som i 1672 lagde gården ind under grevskabet Frijsenborg. Senere blev gården revet ned og jorden lagt under Frijsendal.

### Thulstruppigen
I 1982 blev der på stedet fundet en springvandsfigur, "Thulstruppigen". Den er lavet af bronze, 60 cm høj og 18,5 kg tung. Den stammer fra Christian IV's tid og forestiller Caritas, den allegoriske personifikation af næstekærlighed som en moder med tre spædbørn. Figuren opbevares nu på Nationalmuseet. En kopi er opstillet på torvet i Hammel. En lignende figur blev sat op på Gammeltorv i København i 1609.

### Tulstrup Mølle
I Tulstrup har der været en vandmølle, som nævnes første gang i 1664 og senere bl.a. i folketællingerne 1787, 1801 og 1845.
Aarhus-Hammel-Thorsø Jernbane, der i 1914 blev forlænget fra Hammel til Thorsø, oprettede 1. oktober 1928 Tulstrupvejen trinbræt, som i folkemunde også blev kaldt Tulstrup Mølle. Der lå kun et par gårde og senere et gartneri i nærheden, så trinbrættet blev ikke benyttet meget og fik aldrig et venteskur. Hammelbanen blev nedlagt i 1956, men man kan stadig se dens 900 m lange og op til 12 m høje dæmning, der lå umiddelbart syd for trinbrættet.